# Teresa Kostyrko
Teresa Krystyna Kostyrko (ur. 6 czerwca 1932 w Poznaniu, zm. 29 lipca 2024) – polska filozof, prof. dr hab.

## Życiorys
W 1950 ukończyła Liceum Dąbrówki w Poznaniu. W latach 1950-1953 studiowała historię sztuki na Uniwersytecie Poznańskim, następnie przeniosła się na Uniwersytet Warszawski, gdzie w 1955 ukończyła studia filozoficzne ze specjalizacją z estetyki. Od 1955 pracowała na Uniwersytecie im. Adama Mickiewicza w Poznaniu. W 1966 obroniła pracę doktorską Interpretacja koncepcji wielości rzeczywistości Leona Chwistka napisaną pod kierunkiem Stefana Morawskiego, w 1971 uzyskała na podstawie pracy Determinanty przemian zjawisk artystycznych stopień doktora habilitowanego. Pracowała m.in. w latach 1961-1970 w Katedrze Logiki UAM, od 1976 w Instytucie Kulturoznawstwa UAM i równocześnie w Instytucie Kultury w Warszawie, gdzie kierowała Zakładem Teorii Kultury Artystycznej. W latach 1985-1989 mieszkała w Jugosławii, gdzie jej mąż pracował w służbie dyplomatycznej. W 1989 powróciła do pracy w Instytucie Kulturoznawstwa UAM i do Instytutu Kultury, którego dyrektorem była w latach 1989-1992. W 1991 otrzymała tytuł profesora. W latach 1999-2002 kierowała Zakładem Badań nad Kulturą Artystyczną UAM.
Pracowała także w Collegium Da Vinci w Poznaniu. Była członkiem Sekcji I – Nauk Humanistycznych i Społecznych Centralnej Komisji do Spraw Stopni i Tytułów, a także Komitetu Nauk o Kulturze PAN.
Z małżeństwa z Krzysztofem Kostyrką miała dwóch synów: Tomasza i Andrzeja.
Pochowana została 7 sierpnia 2024 roku na cmentarzu junikowskim w Poznaniu